# 暇な女子大生
暇な女子大生（ひまなじょしだいせい）は、日本のTwitter（現・X）ユーザー。2016年（平成28年）にアカウントを開設してから、2018年（平成30年）に活動を終了するまでの間、出会い系アプリで知り合った男性たちとデートを繰り返し、その相手との性行為の模様をTwitterに投稿することで注目され、多数のフォロワーを集めた。
一連の性行為の投稿をグルメレビューサイトの食べログをもじって「ちんぽの食べログ」と称し、さらに交際相手の男性を「ちんぽ」、高学歴の男性を「エリートちんぽ」、そうした男性たちとの性行為（セックス）を「優勝」と表現するなど、独特な文章表現での投稿も話題となった。週刊文春や週刊ポストなどの週刊誌の他、テレビの情報番組、ラジオ番組「オールナイトニッポン」などでも取り上げられ、アダルトビデオやテレビドラマなどのコラボレーションも行われた。略称は「暇女（ひまじょ）」。座右の銘は「若いまんこで経済を回せ」。

## 人物
2017年6月時点で自分の素性を、慶應義塾大学4年生の現役女子大生と発言している。大学までの学歴については「女子高の進学校で育ち」「東京大学の受験に失敗して、慶應へ」と称している。ただし、これらの経歴はあくまで本人の弁であり、実在の慶應の学生である証拠も無く、「自称・慶應大学の女子大生」とも報じているメディアもある。
大学生として就職を控える身でもあったことから、基本的に素性は非公開である。このために、「中の人は男」「ネカマ」など、正体が男性であるとの推測もある。暇な女子大生本人は、自分に対してそうした疑惑の声があることを認めつつも、「自撮りや学生証を公開して反論しても、自分には何のメリットもない」「正体の最終判断は各自に任せる」としている。
『ダイヤモンド・オンライン』で暇な女子大生についての記事を執筆した、ソーシャルビジネス・プランナー及びCSRコンサルタントの竹井善昭（株式会社ソーシャルプランニング代表）は、本人へのオンラインでの取材を通じて、「東大に落ちて慶應に進学」との話を「たぶんこれは本当」と述べ、もし虚偽であれば「受験業界に近いか、東大受験経験のある息子を持つ男性」と推測している。
性的経験の投稿のあまりの多さから、実際の女子大生が実体験を綴っているのではなく、出会い系アプリのステルスマーケティングとの臆測もある。ITジャーナリストの井上トシユキもまた、インターネット上で性的なコンテンツの需要の高さを利用したインターネット広告の可能性も皆無ではないとしている。雑誌『週刊文春』では暇な女子大生にインターネット上での取材を申し込み、このステルスマーケティングについての疑惑を問い合わせているが、回答は得られずに終わっている。

## ツイート内容
| 用語           | 意味                                                                         |
| -------------- | ---------------------------------------------------------------------------- |
| ちんぽ         | 男性                                                                         |
| エリートちんぽ | 暇な女子大生がエリートと認める男性                                           |
| 優勝           | 上記のようなエリート男性との性行為                                           |
| 膣キュン       | 子宮の奥が疼いて興奮すること                                                 |
| チツピク       | 膣が性的な興奮によって反応すること                                           |
| ちんモク       | 女性の目的が男性との性行為のみであること 「ちんぽ」+「目的（もくてき）」の略 |
| ちつモク       | 逆に男性の目的が女性との性行為のみであること 「膣」+「目的（もくてき）」の略 |
| サバンナ       | 相手に興ざめすること 自分の性器が乾くことをサバンナに例えている              |
| ちんグダ       | 男性器が勃起しないこと                                                       |
| ドケちんぽ     | 食事を割り勘にしたり、ホテル代を渋る男性                                     |
| クソちんぽ     | 不倫、早漏など、男性器が最低の様子                                           |
| かけもちんぽ   | 1日に複数回の性行為を行うこと                                                |
| 手持ちんぽ     | セックスフレンド。「手持ちのちんぽ」の略                                     |
| 休マン日       | 性行為を控える日                                                             |
| 膣ドカタ       | 女性器を活用してがんばる女性 暇な女子大生自身のことも指す                    |

2016年12月にアカウントを作成してから、2018年（平成30年）末にTwitterの更新を停止するまで間、出会い系アプリで知り合った複数の男性たちとの、性行為の記録の投稿を続けていた。
もっともTwitterを始める前は、恋人の男性のみを性行為の相手とする、ごく普通の女子大生であったという。その恋人と別れた後に、渋谷で男性にナンパされ、勢いで性行為に及んだ後、その男性が性行為の模様を日記として記録していたことを知り、その日記を読んで非常に興奮したことから、逆に女性の立場から、男性との性行為の記録をTwitterに投稿することを発案した、と語っている。

### 特徴
一連の性行為の投稿を、グルメレビューサイトの食べログをもじって「ちんぽの食べログ」と称し、さらに交際相手の男性を「ちんぽ」、高学歴の男性を「エリートちんぽ」、そうした男性たちとの性行為を「優勝」と表現するなど、独特の文章表現が特徴である。
アカウント開設当初はごく普通の文体であったものの、同月末にはすでに男性器を指して「誰々のちんこ」と呼び、翌月には男性器ではなく男性自身のことを「ちんぽ」と呼んでいる。その文体も日を追うごとに、性的でリズミカルに変化している。
相手の男性の学歴や性癖、そして自身の性行為の様子が、包み隠すことなく書かれていることも特徴であり、キス、フェラチオ、手コキから性的挿入に至るまで、さらには体位や射精の過程までといった、性行為の一連の内容も、詳細に投稿されている。ときにはベッドでの性行為を撮影した画像も投稿されている。
ツイート内容によれば、デートと性行為はほぼ毎日行われている。暇な女子大生自身は、就職した後は遊びの時間が週末に限定されることが予想されることから、「今のうちに、もっとちんぽを食べておきたい」と語っている。

### エリートに対する性癖

暇な女子大生が発情する相手は、高学歴のエリート男性のみである。その理由について、中学生・高校生時代には女子校の進学校で育ったために、当時の同世代の男性との出会いの場は塾や文化祭に限定され、周囲には有名な進学校の男生徒しかいなかったために、「当時の彼氏は自ずと全員エリートちんぽ」になり、こうした性癖が生み出された、と語っている。
さらに大学受験で東京大学に不合格となって以降、東大の男性が自分よりも自明に能力が高いと考えられ、そこに性的に興奮するようになり、エリートに対する性癖が顕著となったという。自分より格上の男性が好きであり、自分は常に男性よりも劣位でありたいのだという。また、「エリートという既成概念に惹かれるのではなく、エリートになるためにしてきた努力を想像することで興奮する」、「難関大学に入る努力の過程に欲情する」、とも語っている。
暇な女子大生にとってのエリートの定義は明確である。東京大学、京都大学、東京工業大学（現・東京科学大学）、一橋大学、慶應義塾大学、早稲田大学、医学部医学科の学生および卒業生に限られており、彼らのことを「エリートちんぽ」と呼んでいる。これら「エリートちんぽ」の中でも、特に東京大学、京都大学、一橋大学、東京工業大学出身の男性を「ちんぽ四天王」と呼んでおり、「慶應や早稲田ちんぽで優勝することもあるが、基本はちんぽ四天王が好き」と語っている。同2017年5月時点では、それまでに交際した男性の内、東大医学部卒の外科医、東工大の現役学生、慶應医学部の現役学生の3人を指して、「エリートちんぽのベスト3」に挙げていた。
暇な女子大生と関係を持った男性同士、いわゆる穴兄弟を大学別に数えると、東京大学の学生が半数を占める。東大内で学部別に数えると、文科一類が4割と最も多く、次いで文科二類が2割を占めている。さらに東大の理科三類（医学部の前期課程）出身者のことを「理IIIちんぽ」などと呼んでいる。東大の全科類出身と性行為を終えた日には「全科類ちんぽスタンプラリー終了」と投稿していた。
暇な女子大生はこうしたエリートの男性と会うたびに興奮しており、低学歴の非エリート男性は「興味なし」と称している。早稲田については、高価な食事を割り勘にさせられたり、ホテル代金を渋ったりと、良い思い出がないといい、「とにかくドケチンポ」と語っている。
また、エリートと見なすのはあくまで受験戦争の勝利者のみであり、これら以外の学部から東大大学院に進学したなど、いわゆる「学歴ロンダリング」はエリートと見なさない。学歴詐称を回避するために、SNSを駆使して、相手のことの下調べも入念に行っている。
一例として、東大院卒と称する男性と知り合って食事していたときに、その男性が「学部は日大で」と話すや、その男性との交際を放棄し、すぐさま一橋の男性を呼び出していた。その時の模様をTwitterでは「ロンダチェックを怠ったが故に日大の予想外ちんぽがやって来た」「20代の土曜を日大ちんぽに捧げる時間はない」「一橋ちんぽを渋谷に召喚しそちらに向かう」と投稿していた。MARCH（明治大学、青山学院大学、立教大学、中央大学、法政大学）の学生や出身者は「マーチンポ」と呼び、「一流企業に入ろうが、受験時に努力を怠ったことは事実」として、エリートとは見なしていない。高収入であっても学歴の無い男性は「下剋上ちんぽ」と呼んで、こうした男性たちに対しても「興味なし」としている。

### プロフィール画像
Twitterのプロフィール画像には当初、タレントのトリンドル玲奈の画像が使用されていた。これに対して、トリンドル玲奈の所属事務所が、女性アイドルやタレントが多数在籍するプラチナムプロダクションであるため、事務所から苦情が無いかとの懸念の声があった。その懸念の通り、2017年4月10日、プロフィール画像は「This image has been removed in response to a report from the copyright」として非表示状態となった。
暇な女子大生はこれを受け、「トリンドルさんが好きなタイプを聞かれて『権力者』と即答したことから、同族意識を抱いていた」と述べて謝罪し、「ちんぽの食べログを書いていそうなフリー素材の方をアイコンに用います」として、フリー画像素材提供サイトであるPAKUTASOにある女性モデルの河村友歌の画像に切り替えた。しかし、PAKUTASO側から規約違反であることに加え、「その画像はそもそもフリー素材ではない」と指摘され、削除依頼が送られた。暇な女子大生は再度の謝罪の後、プロフィールを初期Twitterに使用されていた卵型のアイコンに変更し、Twitter上で「アイコンがないです。助けてください」と訴えた。
この訴えに対して、漫画家の横槍メンゴがイラストを提供し、自身のTwitterで「暇女さんの優勝を応援しています」と応援コメントも寄せ、以降は暇な女子大生は横槍のイラストをプロフィール画像に用いている。両者の会話から、横槍メンゴが暇な女子大生をイメージしてイラストを描き、それを知った暇な女子大生がアイコン画像に設定した、とみられている。横槍メンゴ自身のTwitterでは、イラストの全景バージョンも公開されている。

### 出会い系アプリ
暇な女子大生が交際相手の男性を見つける手段は、大半がスマートフォン用出会い系アプリ「Tinder」であり、自身を「Tinder厨」と呼んでいる。Tinderを多用するようになったきっかけについては、かつて交際相手の男性と別れた後に、Tinderで東京大学出身の男性と知り合い、フランス料理に誘われたことで、それまで学生と大衆居酒屋にしか行ったことがなかった自分は「膣キュン」してしまったと語っている（膣キュン = 性的な興奮、用語一覧を参照)。
また、かつてはTinder以外の出会い系アプリを使用していたが、それらのアプリでは相手に即日会うために、学歴や相手の人柄を確認する時間が不足し、本人曰く「クソちんぽ」と呼べる男性に会うことが多かったが、Tinderは学歴や会社名を詳述していることが多いために、「エリートちんぽ」に効率よく出会うことが可能となったため、Tinderのみを使用するようになった、とも語っている。

## コラボレーション

### アダルトビデオ
2017年7月、暇な女子大生の監修によるアダルトビデオ『フォロワー数およそ20万!! Twi●terで話題のエリート喰い女子大生本人初監修AV!! 素人膣ドカタと「ち●ぽのレビュー」をしよう!!』が発売された。
製作元のケイ・エム・プロデュース（KMP）によれば、KMPのスタッフの1人が暇な女子大生のフォロワーであり、ツイート内容に魅力を感じたことが、制作に繋がったという。暇な女子大生によれば、自身のTwitterにKMPから監修内容、会社名、連絡先の明記されたメールが届き、突然の依頼ながらも企画書として整っている内容であったことから、嘘ではないと感じたという。そして、自分の活動が商品化されて、世間の男性たちにとって性的刺激の素材になることに興奮をおぼえ、光栄なことと考えて、依頼を受けるに至ったという。
内容は、暇な女子大生役の主演女性と数人のエリート男性との性交で構成されており、暇な女子大生自身が各男性に対して、普段Twitterで書いているようなオリジナルの「ちんぽの食べログ」を書き下ろすことで製作された。暇な女子大生は素性が非公開のため、このアダルトビデオの監修においても顔を明かすことはなく、電話やメールなどによるコミュニケーションによって、性癖、実際の口説きのテクニック、性行為に至る過程などを伝えることで監修が行われ、打合せや現場にも同席することはなかった。KMPのスタッフは「誰も彼女に会っていない」と語っている。唯一、主演女性とは面接を行っている。

### テレビドラマ
同2017年12月、暇な女子大生をモチーフとしたテレビドラマ『暇なJD・三田まゆ 〜今夜、私と“優勝”しませんか❤ 〜』（テレビ朝日）が放映された。暇な女子大生は原案としてクレジットされている。テレビ朝日のプロデューサー・高崎壮太によれば、Twitterで回ってきたリツイートによって暇な女子大生を知り、世間で流行していることから、ドラマ化の企画を思いついたという。
主演の暇な女子大生役は、池田エライザが務めた。先述のように、暇な女子大生の初期のTwitterではプロフィール画像にトリンドル玲奈の画像が用いられていたことから、「暇な女子大生のイメージは完全にトリンドルだった」という読者も多く、「主演はトリンドル玲奈が良かった」との声も寄せられた。
ドラマ化決定時には「ほとんどの台詞に自主規制音がかかってそう」との声があったが、実際に作中の台詞も刺激的な言葉が多く、規制音で台詞が消される場面もあり、「民放地上波の表現の限界に挑む意欲作」とも報じられた。

### その他
2017年12月には、ヴィレッジヴァンガードとのコラボレーションによるオリジナルグッズが発売された。暇な女子大生の用語である「膣キュン」「毎日優勝」をデザインしたTシャツとステッカーであり、商品情報のウェブサイトでは、タレントの入澤優が「2015年度ミスター東大の稲井大輝・医学部受験中のリア充系タレント」としてモデルを務めた。
2018年9月からはめちゃコミックで、暇な女子大生を原作、漫画家のかすがはるひの作画による漫画『暇な女子大生はエリート♂がお好き』の連載が開始された。暇な女子大生が提供したエピソードを、かすがはるひが漫画化した作品である。全18話、単行本は電子書籍で全9巻。

## 評価・反響
Twitterでのフォロワー数は、アカウント開設の翌月である2017年1月にはすでに1万人を突破、1月末には5万人を突破した。同2017年3月には10万人、4月には15万人、9月には36万人、アカウント作成から1年弱の後には40万人を突破と、驚異的なペースでフォロワーを獲得した。このフォロワー数の急上昇は「社会現象」とも報じられている。2017年末にはニュースサイト「モデルプレス」で、「暇な女子大生」が、同年中に話題となったワードの一つとして報じられた。
先述の井上トシユキは、暇な女子大生がエリート男性を追う過程を指して、「現代っ子の生態が窺い知れる面白みがある」「高学歴男性を次々と攻略していく“冒険譚”としても読めます」とも述べている。メディア研究者の天野彬は暇な女子大生のツイートについて、文才があり、官能小説のような描写を楽しめることを魅力としている。
テレビドラマ化を企画したテレビ朝日の高崎壮太は、暇な女子大生の存在を知って以来、「巧みなユーモアと言い回しに病みつきになった」といい、一気に過去のツイートを読み漁ったという。高崎は、彼女が高学歴やエリートの男性に対して無条件でエールを送ること、自分の性行為を明るく楽天的に語る様から、そのツイートには新時代の性の形やエリート論などの多くの要素が隠されているとして、「これってものすごくカッコいいことだと思います」と語っている。
前述のアダルトビデオの販売元であるKMPは、暇な女子大生の魅力について、性的でありながらも明るい点と、文章力の絶妙さ、サービス精神を魅力として、「アダルト業界に現れた本物のエンターテイナー」と呼んでいる。制作のきっかけとなった、暇な女子大生のフォロワーであるKMPスタッフは、ツイート内容について「彼女は天才だな」「あそこまで面白く、かつエロくてエンターテイメント性に富んだ文章は中々ない」と評している。
特に反響の大きかったツイートとして、以下の2例が挙げられる。
この2017年3月12日のツイートは、2017年4月までに1万件以上の「いいね」がつくほどの反響があった。
この2017年10月31日のツイートへは「平成の与謝野晶子かよ」「文豪に出会えたことに感謝」などと、絶賛の声が上がった。
暇な女子大生の素性は非公開だが、大学生同士の間では身元特定への関心が高いようで、「身元を特定した」という情報がTwitterなどで、定期的に回ってくるという。2017年2月には、横浜市内の女子学生が暇な女子大生について、慶應とは別の大学に在籍していること、実家の職業などをインターネット上に投稿したことで「本人特定か」と物議を醸したものの、実際には事実無根の投稿であったことが明らかになっている。
高学歴を礼賛し、低学歴を否定する姿は、インターネット上ではバッシングされやすいものの、批判するユーザーは限られており、大きな炎上騒ぎも起きていない。低学歴の否定に対する批判の一例として、Twitter上で「低学歴でもいい男はいる」との反論もあるが、暇な女子大生は、「自分のエリート好きは性癖の一種であり、低学歴の男性を人間として批判しているのではなく、性的な興奮の対象でないだけ」といい、「今後もエリート以外のちんぽに欲情することは不可能」と断言している。また暇な女子大生自身の弁によれば、男性を「ちんぽ」呼ばわりしていることに対して、男性蔑視との批判を受けそうなところが、不思議とそうした批判はないという。
さらには、暇な女子大生のような生き方に憧れて、その真似をする女子大生も出現し、女子高生や女子大生の中に「エピゴーネン（追従者）」と呼べるユーザーまで現れ、カリスマ性を帯びている、と言える現象すら起きている。
フリーの著述家である川寄ふうも、暇な女子大生を信奉する1人であり、自身はマッチングアプリで希望の相手と会うことが困難にいる一方で、暇な女子大生は交際相手の基準を明確にエリートのみと定め、アプリを使いこなして相手を選定している姿を見て、「いつしか私は、そんな暇な女子大生さんが大好きになっていました」と語っている。
暇な女子大生がTwitterの更新を停止して以降も、マッチングアプリの利用者の間では「私は暇な女子大生でないですが〜」と語るような存在となり、いわば虚構のヒロインのような存在となった。また、彼女が肉体労働者の土方のように性行為に励んでいた自身を指して使用していた用語「膣ドカタ」は、暇な女子大生以外にも使用されている。一例として、ソープランドやデリバリーヘルスなどの風俗店で働く女性たちが、自分たちのことをTwitter上で自虐的に「膣ドカタ」と呼んでいたり、客との枕営業をしている同業者を指して「あいつは膣ドカタで」と揶揄しているケースも散見されている。

## 考察

### 性に対する姿勢
著述家・イラストレーターの吉田潮は、日本国外の映画やドラマでは、恋愛に積極的で主体性のある女性が多く登場する一方で、日本にはそうした女性がほとんど存在せず、女性は男性に求められて性行為に及ぶ受け身な姿が多く描かれていたが、暇な女子大生がそうした前近代的で閉鎖的、日本独特の悪しき伝統ともいえる風潮を「嘲笑いながら吹き飛ばしてくれた」と考察している。
先述の竹井善昭は、暇な女子大生のことを、現代におけるトリックスターとしても分析している。トリックスターは既存の秩序を逆転させる者であるがゆえに、保守派からは悪しざまに見られても、革新的な新しい世代からすればヒーローになりうる性質を持つ。人類の歴史は男性優位の社会が多いことに対して、暇な女子大生はいわば女性側がエリート男性を捕食する立場にあること、さらには多くの社会において性行為の公開はタブー視されている一方で、暇な女子大生は性行為を自由奔放に解放していることから、トリックスターとして新しい構造を体現し、社会を変える触媒になる可能性を持つと分析している。
井上トシユキは、炎上の可能性の大きいツイート内容が好意的に受け入れられていることについて、エリート男性への性癖に妥協心がなく清々しくさえあるために、性的な投稿が多いにもかかわらず嫌悪感が生じにくいとの見解を示している。暇な女子大生自身は、性に関してはかつては男性優位が一般的であったが、自身はエリート男性を選別して性行為に及んでいるために、「ちんぽを選び、ちんぽを選別しているので、その新しい構造が新鮮で好意的に受け止められているのではないでしょうか」と述べている。

### インターネットにおける存在意義
竹井善昭は、「暇な女子大生」という人物が実在するかどうか確認する方法は不可能に近いが、彼女が実在するかどうかよりむしろ、インターネット空間に「暇な女子大生」というキャラクターが存在することは確かであり、膨大なフォロワーがいることを重要視している。いわばバーチャルシンガーソフトウェアのキャラクターである初音ミクが、実在しないが存在することに等しい、としている。
天野彬は、マッチングアプリの精度が向上し、ユーザーが本当に出会いたいタイプの人間のみと出会うことが可能になったとき、男女の間で何が起こるかを考えさせる重要なケーススタディと考察しており、マッチングアプリと、そのアプリ上で生まれた文化の考察の上で、興味深いケースと見解している。
さらに井上は、暇な女子大生が出会い系アプリとして利用していたTinderが、暇な女子大生の出現以降、その認知度が飛躍的に向上したとも考察している。コミックエッセイ『38歳バツイチ独身女がマッチングアプリをやってみた結果日記』の著者である松本千秋も、出会い系アプリを使い始めるにあたって、暇な女子大生を含め、出会い系アプリを使用する女性たちのつぶやきを見ていたという。もっとも井上トシユキはこのことで、暇な女子大生の正体が、インターネット広告だとの可能性を示唆している。また、「Tinderに性行為が目的とのイメージがついた」とする意見もある。